# Хэ Гуань-цзы
Не следует путать с Гуань-цзы — трактатом Гуань Чжуна
«Хэ Гуань-цзы» 鶡冠子 (Мастер «Фазанья Шапка») — традиционный китайский текст ок. 15 000 иероглифов длиной, датируемый концом доимперского и ранним имперским периодом (3-2 вв. до н. э.). Включён в Дао цзан. В библиографическом разделе "Ханьшу" среди даосских текстов упомянуто сочинение "Хэ Гуань-цзы" из одной главы ("пянь"). Наиболее ранние цитаты из «Хэ Гуань-цзы» встречаются начиная с 5 в. Популярности текста способствовал интерес Хань Юя (768—824), однако влияние «Хэ Гуань-цзы» по сравнению с другими классическими текстами оставалось незначительным. Уже Хань Юем отмечалось, что текст сильно повреждён. Наиболее ранняя сохранившаяся печатная версия текста датируются 1445-м годом, эп. Мин (1368—1644). В 1929 году Фу Цзэнсян  (zh:傅增湘, 1872—1949) опубликовал отчёт о двух версиях «Хэ Гуань-цзы» эп. Тан, найденных в Дуньхуане. Публикация содержала факсимиле первой и последней страниц рукописного оригинала. Рукописи были утеряны.

## Содержание и основные темы
Сохранившийся текст состоит из 19 глав, цельность и авторство которых составляют предмет дебатов. Не исключено, что автор основной части текста состоял на службе в царстве Чу, покорённом Цинь, и удалился в отшельничество после провала своей карьеры. Одной из значительных тем в «Хэ Гуань-цзы», наряду с качествами идеального правителя и важностью подбора выдающихся министров, выступает тема отказа от самоубийства при крушении планов.